# Wschodnioniemiecka Formuła Easter Sezon 1972
1972 – pierwszy sezon Wschodnioniemieckiej Formuły Easter, rozgrywany w ramach mistrzostw NRD według przepisów Formuły Easter.

## Kalendarz wyścigów
| Runda | Data        | Tor      | Pole position  | Najszybsze okrążenie | Zwycięzca (kierowcy) | Zwycięzca (zespoły)   |
| ----- | ----------- | -------- | -------------- | -------------------- | -------------------- | --------------------- |
| 1     | 28 maja     | Bernau   | ?              | Heinz Melkus         | Ulli Melkus          | MC Post Dresden       |
| 2     | 4 czerwca   | Bautzen  | ?              | Jürgen Käppler       | Jürgen Käppler       | MC Brand Erbisdorf    |
| 3     | 5 sierpnia  | Schleiz  | Jaroslav Bobek | Enn Griffel          | Jaroslav Bobek       | AZNP Mladá Boleslav   |
| 4     | 6 sierpnia  | Schleiz  | ?              | ?                    | Wolfgang Küther      | MC Betonwerke Dresden |
| 5     | 17 września | Frohburg | ?              | Ulli Melkus          | Ulli Melkus          | MC Post Dresden       |

## Klasyfikacja kierowców
| Legenda oznaczeń w tabelach wyników Wyświetl szablon na nowej stronie | Legenda oznaczeń w tabelach wyników Wyświetl szablon na nowej stronie                                                                     |
| Oznaczenie                                                            | Wyjaśnienie |
| --------------------------------------------------------------------- | --- |
| Złoty                                                                 | Zwycięzca lub mistrzostwo |
| Srebrny                                                               | 2. miejsce lub wicemistrzostwo |
| Brązowy                                                               | 3. miejsce lub II wicemistrzostwo |
| Zielony                                                               | Ukończył, punktował (w klasyfikacji generalnej, gdy zdobył co najmniej jeden punkt na przestrzeni sezonu, poza trzema powyższymi opcjami) |
| Niebieski                                                             | Ukończył, nie punktował (w klasyfikacji generalnej, gdy nie zdobył co najmniej jednego punktu na przestrzeni sezonu)                      |
| Czerwony                                                              | Nie zakwalifikował się (NZ) |
| Czerwony                                                              | Nie prekwalifikował się (NPK) |
| Różowy                                                                | Nie ukończył (NU) |
| Różowy                                                                | Niesklasyfikowany (NS) (w klasyfikacji generalnej, gdy nie został sklasyfikowany w żadnym wyścigu sezonu)                                 |
| Czarny                                                                | Zdyskwalifikowany (DK) |
| Czarny                                                                | Wykluczony (WYK/EX) |
| Biały                                                                 | Nie wystartował (NW) |
| Biały                                                                 | Kontuzjowany (K/INJ) |
| Biały                                                                 | Wyścig odwołany (OD/C) |
| Bez koloru                                                            | Został wycofany (WYC/WD) |
| Bez koloru                                                            | Nie przybył (NP/DNA) |
| Bez koloru                                                            | Nie brał udziału w treningach (NT/DNP) |
| Bez koloru                                                            | Nie został zgłoszony (–) |
| Pogrubienie                                                           | Start z pole position |
| Kursywa                                                               | Najszybsze okrążenie wyścigu |
| †                                                                     | Nie ukończył, ale jego rezultat został zaliczony ze względu na przejechanie więcej niż 90% dystansu wyścigu.                              |
| *                                                                     | Sezon w trakcie |
| 1/2/3                                                                 | Punktowana pozycja w sprincie kwalifikacyjnym                                                                                             |
| Lista systemów punktacji Formuły 1                                    | |

| Poz.                                          | Kierowca             | Zespół                      | BER | BAU | SLZ | SLZ | FRO | Punkty |
| --------------------------------------------- | -------------------- | --------------------------- | --- | --- | --- | --- | --- | ------ |
| 1                                             | Heinz Melkus         | MC Post Dresden             | 4   | -   | 5   | 2   | 2   | 22     |
| 2                                             | Ulli Melkus          | MC Post Dresden             | 1   | -   | 6   | -   | 1   | 22     |
| 3                                             | Wolfgang Küther      | MC Betonwerke Dresden       | 2   | -   | 8   | 1   | 7   | 16     |
| 4                                             | Klaus-Peter Krause   | MC Gotha                    | 5   | -   | 4   | -   | 4   | 15     |
| 5                                             | Manfred Berger       | MC Wolfen-Bitterfeld        | 6   | 3   | 8   | 3   | 5   | 14     |
| 6                                             | Wolfgang Krug        | MC Großenhain               | 9   | 4   | 7   | 4   | 3   | 14     |
| 7                                             | Jürgen Käppler       | MC Brand-Erbisdorf          | -   | 1   | -   | -   | -   | 9      |
| 8                                             | Heiner Lindner       | MC Betonwerke Dresden       | -   | -   | -   | 5   | -   | 2      |
| 9                                             | Siegfried Bubenik    | MC Betonwerke Dresden       | 8   | -   | -   | 6   | 6   | 2      |
| 10                                            | Frank Hausmann       | MC Oschersleben             | 7   | -   | -   | -   | -   | 1      |
| NS                                            | Dieter Pankrath      | MC Fernsehelektronik Berlin | 3   | 2   | -   | -   | -   | 0      |
| NS                                            | Hartmut Thaßler      | MC Rackwitz-Delitzsch       | -   | -   | -   | -   | 8   | 0      |
| NS                                            | Lothar Schmidt       | MC Fernsehelektronik Berlin | -   | -   | -   | -   | 9   | 0      |
| NS                                            | Dieter Lindner       | MC Dresden                  | 10  | -   | -   | -   | -   | 0      |
| Kierowcy niedopuszczeni do zdobywania punktów |                      |                             |     |     |     |     |     |        |
| NS                                            | Jaroslav Bobek       | AZNP Mladá Boleslav         | -   | -   | 1   | -   | -   | 0      |
| NS                                            | Enn Griffel          | Kalev Tallinn               | -   | -   | 2   | -   | -   | 0      |
| NS                                            | Karel Jílek          | Studio Praha                | -   | -   | 3   | -   | -   | 0      |
| NS                                            | Oldřich Brunclik     | AZNP Vrchlabí               | -   | -   | NU  | -   | -   | 0      |
| NS                                            | Władisław Barkowski  | Spartak Moskwa              | -   | -   | NU  | -   | -   | 0      |
| NS                                            | Jiří Rosický         | Brno                        | -   | -   | NU  | -   | -   | 0      |
| NS                                            | Václav Bervid        | Studio Praha                | -   | -   | NU  | -   | -   | 0      |
| NS                                            | Jukk Reintam         | Kalev Tallinn               | -   | -   | NU  | -   | -   | 0      |
| NS                                            | Giennadij Żarkow     | Trud Moskwa                 | -   | -   | NU  | -   | -   | 0      |
| NS                                            | Anatolij Alchimowicz | DOSAAF Mińsk                | -   | -   | NU  | -   | -   | 0      |